# Władysława Nidecka
Władysława Nidecka (ur. 1863 w Dąbrowie Łomżyńskiej, zm. 22 marca 1914 w Warszawie) – polska nauczycielka, tłumaczka, autorka powieści.

## Życiorys
Władysława Nidecka urodziła się w 1863 w Dąbrowie Łomżyńskiej. Jej ojciec był dyrektorem komory celnej, a stryj Tomasz Nidecki, kompozytorem i dyrygentem. 
Ukończyła ze złotym medalem gimnazjum w Płocku, uzyskując uprawnienia domowej nauczycielki. W roku szkolnym 1900/1901 uczęszczała jako hospitantka na wykłady na Wydziale Filozoficznym Uniwersytetu Jagiellońskiego, a następnie studiowała na paryskiej Sorbonie. Uczyła m.in. w szkole realnej męskiej J. Meizlera w Warszawie. Równolegle zajmowała się pracą literacką. Debiutowała w 1900 powieścią dla młodzieży Hasło, podejmującą problem ofiarności i pracy dla dobra ogółu. Podobne problemy stały się tematem następnej powieści Fiat voluntas. Drukowała artykuły i opowiadania w różnych czasopismach. W 1914 opublikowała kilka szkiców o życiu i działalności Stanisława Konarskiego, Stanisława Staszica, Andrzeja Frycza Modrzewskiego i innych.
W 1907 przebywała w Paryżu, a swoje wrażenia opisała w korespondencji do „Bluszczu”. Jej powieść Biały domek została osnuta na strajku szkolnym we Wrześni. Następnie została przerobiona i drukowana w „Przyjacielu Dzieci” pod tytułem Pro patria. W 1907 wydała powieść W imię praw, a w 1911 opublikowała tłumaczenie dzieła Edwarda Schurego z zakresu filozofii religii Wielcy wtajemniczeni. Pozostawiła w rękopisie powieść Siostry oraz dramat ludowy w 4 aktach. Zmarła w wyniku katastrofy samochodowej, 22 marca 1914 w Warszawie w wyniku wypadku drogowego u zbiegu ulic Pięknej i Mokotowskiej. Została pochowana na cmentarzu Powązkowskim.